# هاي جاسبر
هاي جاسبر (بالإنجليزية: Hi Jasper)‏ هو لاعب كرة قاعدة أمريكي، ولد في 24 مايو 1886 في سانت لويس في الولايات المتحدة، وتوفي بنفس المكان في 24 مايو 1937.

## وصلات خارجية
- هاي جاسبر على موقعبيزبول رفرنس.كوم (الدوري الرئيسي) (الإنجليزية)